# 诺瓦塞勒
诺瓦塞勒（法語：Novacelles，法語發音：[nɔvasɛl]）是法国多姆山省的一个市镇，属于昂贝尔区。

## 地理
诺瓦塞勒（45°26'15"N, 3°39'0"E）面积14.43 平方千米，位于法国奥弗涅-罗讷-阿尔卑斯大区多姆山省，该省份为法国中南部省份，北起阿列省接壤，东临卢瓦尔省，南至上盧瓦爾省和康塔爾省，西接科雷兹省和克勒兹省。
与诺瓦塞勒接壤的市镇（或旧市镇、城区）包括：圣博内勒沙斯泰勒、阿尔朗、多朗日、迈尔、圣博内堡、圣索沃尔拉萨涅。

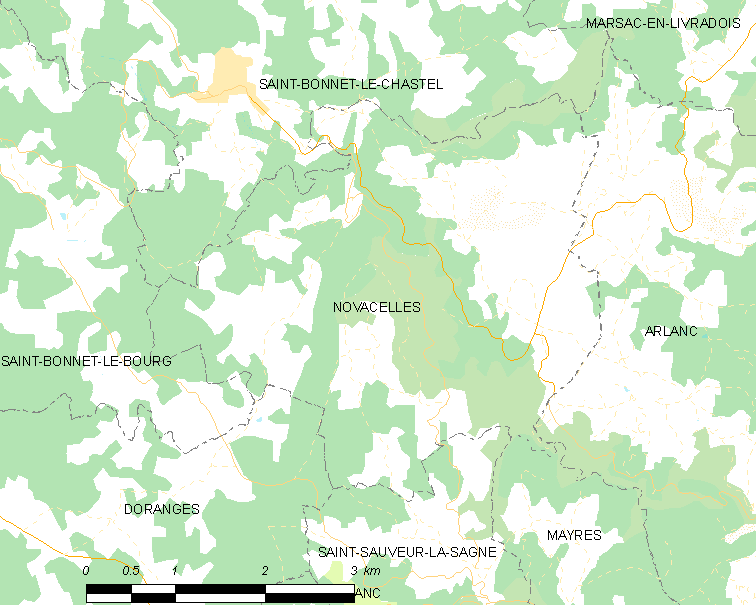
诺瓦塞勒的OSM定位图

诺瓦塞勒的时区为UTC+01:00、UTC+02:00（夏令时）。

## 行政
诺瓦塞勒的邮政编码为63220，INSEE市镇编码为63256。

## 政治
诺瓦塞勒所属的省级选区为昂贝尔县。

## 人口

1962-2008年间诺瓦塞勒人口变化图示

诺瓦塞勒于2022年1月1日时的人口数量为153人。